# Latin-Amerika
Latin-Amerika
| Területe           | 21,069,501 km²                                                                                                 |
| Népessége          | 560,287,688 |
| Etnikumok          | 47.7% fehér 43.1% kevert 4.1% fekete 2.5% rézbőrű 2.7% más                                                     |
| Vallások           | 98.2% keresztény 1.1% ateista 0.7% más                                                                         |
| Államok            | 20 |
| Függő területek    | 4 |
| GDP                | 2260 milliárd $ (Deviza) 4500 milliárd $ (PPP)                                                                 |
| Beszélt nyelvek    | spanyol, portugál, francia, kecsua, ajmara, azték, maja nyelvek, guaraní, olasz, angol, német, walesi, holland |
| Időzónák           | UTC -3:00-tól (Brazília) UTC -8:00-ig (Mexikó)                                                                 |
| Legnagyobb városai | Mexikóváros São Paulo Buenos Aires Rio de Janeiro Lima Bogotá Santiago de Chile Havanna                        |

Latin-Amerika azon amerikai országok és területek gyűjtőneve, ahol újlatin nyelveket használnak hivatalos vagy fő beszélt nyelvként; elsősorban spanyol és portugál, továbbá francia nyelvet.
Földrajzilag magában foglalja (északról dél felé haladva):
- Mexikót (Észak-Amerika),
- Közép-Amerikát a Karib-térséggel, valamint
- Dél-Amerikát,

vagyis az Amerikai Egyesült Államok és Kanada kivételével jóformán az amerikai országok zömét.

## Definíció
- Hétköznapi értelemben véve a Latin-Amerika kifejezés csupán az amerikai kontinens azon területeire utal, ahol spanyolul vagy portugálul beszélnek.
- Más értelmezés szerint viszont az összes olyan országot magában foglalja, ahol a lakosság nagy része a latinból származó újlatin nyelvet beszél. Így tehát Latin-Amerika fogalmába gyakran beleértjük a francia és az újlatin alapú kreol nyelvű amerikai országokat is. Ezt a nézetet erősíti a tény, hogy kezdetben már magát fogalmat is III. Napóleon alkotta meg a Franciaország területi érdekei miatt.
- Gazdasági értelemben beletartozik az Egyesült Államok is (főként a déli rész), hiszen a nagy latin-amerikai gazdasági társaságok (pl. a spanyol nyelvű szórakoztatóipar) székhelyei is többnyire már az USA-ban vannak.

## A név eredete
A kifejezést először 1856-ban egy konferencián Francisco Bilbao chilei filozófus használta először, majd III. Napóleon francia császár kormánya népszerűsítette tovább az 1860-as években.
III. Napóleon kormánya az Amérique Latine kifejezést mintegy célzásként szánva az angolszász világnak, remélvén, hogy a többi újlatin nyelvű országban társra talál az amerikai angolszász terjeszkedés megfékezésére. Majd az elnevezés hamar népszerűvé vált a francia, portugál, illetve spanyol ajkú telepesek között.
A spanyol Amerika kifejezést az Egyesült Államokban általánosan a 19. század végéig használták, és az Egyesült Államoktól délre fekvő országokat és területeket jelölte, ahol a domináns nyelv a spanyol volt. Ezt a kifejezést később felváltotta a pontosabb Latin-Amerika kifejezés.

## Országok és területek
| Független államok                                                         | Független államok                                                                  | Független államok                                                     | Franciaország tengerentúli területei                                                                    | Egyesült Államok társult állama |
| ------------------------------------------------------------------------- | ---------------------------------------------------------------------------------- | --------------------------------------------------------------------- | --- | ------------------------------- |
| - Argentína - Belize - Bolívia - Brazília - Chile - Kolumbia - Costa Rica | - Kuba - Dominikai Köztársaság - Ecuador - Salvador - Guatemala - Haiti - Honduras | - Mexikó - Nicaragua - Panama - Paraguay - Peru - Uruguay - Venezuela | - Francia Guyana - Guadeloupe - Martinique - Saint-Barthélemy - Saint-Martin - Saint-Pierre és Miquelon | - Puerto Rico                   |

Latin-Amerika uralkodó nyelvei
zöld - spanyol
sárga - portugál
kék - francia

Kisebb karibi országok és függő területek és Francia Guyana kivételével az országok:

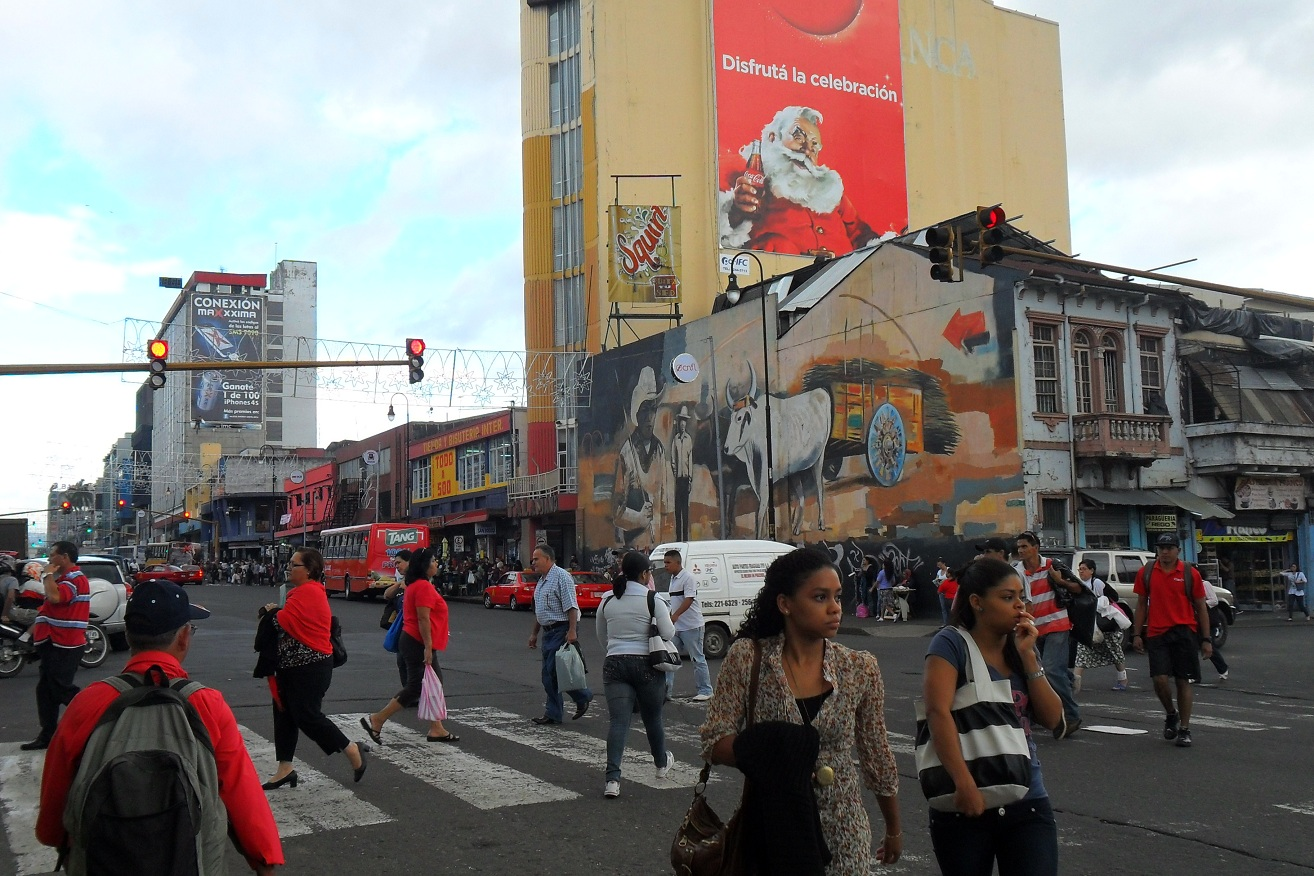
San José egy utcaképe Costa Ricában

| Ország                | Népesség (2018) | Terület        | Főváros        | Legnagyobb város        | Elnök (2020-'21 táján)                         |
| --------------------- | --------------- | -------------- | -------------- | ----------------------- | ---------------------------------------------- |
| Argentína             | 44,7 millió     | 2 766 890 km²  | Buenos Aires   | Buenos Aires            | Alberto Fernández                              |
| Bolívia               | 11,3 millió     | 1 098 581 km²  | Sucre          | Santa Cruz de la Sierra | Jeanine Áñez (ideiglenes)                      |
| Brazília              | 208,9 millió    | 8 547 877 km²  | Brasilia       | São Paulo               | Jair Bolsonaro                                 |
| Chile                 | 17,9 millió     | 756 950 km²    | Santiago       | Santiago                | Sebastián Piñera                               |
| Kolumbia              | 48,2 millió     | 1 141 748 km²  | Bogota         | Bogota                  | Iván Duque                                     |
| Costa Rica            | 5 millió        | 51 100 km²     | San José       | San José                | Carlos Alvarado                                |
| Dominikai Köztársaság | 10,3 millió     | 48 730 km²     | Santo Domingo  | Santo Domingo           | Danilo Medina                                  |
| Kuba                  | 11,1 millió     | 110 861 km²    | La Havane      | La Havane               | Miguel Díaz-Canel                              |
| Ecuador               | 16,5 millió     | 283 560 km²    | Quito          | Guayaquil               | Lenín Moreno                                   |
| Guatemala             | 16,6 millió     | 108 890 km²    | Guatemala      | Guatemala               | Alejandro Giammattei                           |
| Haiti                 | 10,8 millió     | 27 750 km 2    | Port au Prince | Port au Prince          | Jovenel Moses                                  |
| Honduras              | 9,2 millió      | 112 090 km²    | Tegucigalpa    | Tegucigalpa             | Juan Orlando Hernández                         |
| Mexikó                | 126 millió      | 1 972 550 km²  | Mexico         | Mexico                  | Andrés Manuel López Obrador                    |
| Nicaragua             | 6,1 millió      | 129 494 km²    | Managua        | Managua                 | Daniel Ortega                                  |
| Panama                | 3,7 millió      | 75 640 km²     | Panama         | Panama                  | Laurentino Cortizo                             |
| Paraguay              | 7 millió        | 406 750 km²    | Asuncion       | Asuncion                | Mario Abdo                                     |
| Peru                  | 31,3 millió     | 1 285 220 km²  | Lima           | Lima                    | Martín Vizcarra                                |
| Puerto Rico           | 3,2 millió      | 8870 km²       | San Juan       | San Juan                | Joe Biden, kormányzó: Alejandro García Padilla |
| Salvador              | 6,2 millió      | 21 040 km²     | San Salvador   | San Salvador            | Nayib Bukele                                   |
| Uruguay               | 3,4 millió      | 176 220 km²    | Montevideo     | Montevideo              | Luis Lacalle Pou                               |
| Venezuela             | 31,7 millió     | 916 445 km²    | Caracas        | Caracas                 | Nicolás Maduro                                 |
| Össz.                 | 618,3 millió    | 20 021 506 km² |                |                         |                                                |

## Demográfia
Latin-Amerikában él a világ genetikailag egyik legsokszínűbb emberi populációja. A népesség összetétele országról országra változik, és a világ minden tájáról származó rasszok képviseltetik itt magukat. A populáció többsége európai és amerindián felmenőkkel rendelkezik, de nagy számban él afrikai, illetve kisebb számban ázsiai származású ősökkel rendelkező lakosság is.

### Amerindiánok
Amerika őslakos népei, akiknek száma az erőszakos európai kolonizáció következtében jelentősen lecsökkent, azonban mára újra növekedésnek indult és meghaladja 60 milliót.[forrás?] Ennek ellenére csak Bolíviában alkotnak többséget, ahol a teljes lakosság 55% százalékát teszik ki. Továbbá jelentős kisebbséget alkotnak Peruban (45%), Guatemalában és Ecuadorban (25%).[forrás?]
| Ország                   | Népesség    | Fehér    | Mesztic | Mulatt | Amerindián | Fekete | Fehér és mesztic | Kevert | Egyéb |
| ------------------------ | ----------- | -------- | ------- | ------ | ---------- | ------ | ---------------- | ------ | ----- |
| Argentína                | 40 301 927  | 97%      |         |        |            |        |                  |        | 3%    |
| Aruba                    | 100 018     |          |         |        |            |        |                  | 80%    | 20%   |
| Belize                   | 311 500     |          | 49%     | 25%    | 11%        | 6%     |                  |        | 10%   |
| Bolívia                  | 9 119 152   | 15%      | 30%     |        | 55%        |        |                  |        |       |
| Brazília2                | 190 010 647 | 53,7%    |         | 38,5%  |            | 6,2%   |                  |        | 1,6%  |
| Chile                    | 16 800 000  | 52.7-90% | 10%-44% |        | 3,2%       |        |                  |        | 0,1%  |
| Costa Rica               | 4 133 884   |          |         |        | 1%         | 3%     | 94%              |        | 2%    |
| Dominikai Köztársaság    | 9 365 818   | 16%      |         |        |            | 11%    |                  | 73%    |       |
| Ecuador                  | 13 755 680  |          | 65%     |        | 25%        | 3%     |                  |        | 7%    |
| Francia Guyana           | 199 509     | 12%      |         |        |            |        |                  |        | 88%   |
| Guadeloupe               | 452 776     | 5%       |         |        |            |        |                  |        | 95%   |
| Guatemala                | 12 728 111  |          |         |        | 40,5%      |        | 59,4%            |        | 0,1%  |
| Haiti                    | 8 706 497   |          |         |        |            | 95%    |                  | 5%     |       |
| Holland Antillák         | 223 652     |          |         | 85%    |            |        |                  |        | 15%   |
| Honduras                 | 7 483 763   | 1%       | 90%     |        | 7%         | 2%     |                  |        |       |
| Kolumbia                 | 44 379 598  | 20%      | 58%     | 14%    | 1%         | 4%     |                  | 3%     |       |
| Kuba3                    | 11 394 043  | 65%      |         |        |            | 10%    |                  | 25%    |       |
| Martinique               | 436 131     | 5%       |         |        |            |        |                  |        | 95%   |
| Mexikó                   | 108 700 891 | 12%      | 75%     |        | 12%        |        |                  |        | 1%    |
| Nicaragua                | 5 675 356   | 17%      | 69%     |        | 5%         | 9%     |                  |        |       |
| Panama                   | 3 242 173   | 10%      | 70%     |        | 6%         |        |                  | 14%    |       |
| Paraguay                 | 6 669 086   |          | 95%     |        |            |        |                  |        | 5%    |
| Peru                     | 28 674 757  | 15%      | 37%     |        | 45%        |        |                  |        | 3%    |
| Puerto Rico              | 3 944 259   | 80,5%    |         |        | 0,4%       | 8%     |                  | 4,1%   | 7%    |
| Saint-Barthélemy         | 6 852       |          |         |        |            |        |                  |        | 100%  |
| Saint-Martin             | 33 102      |          |         |        |            |        |                  |        | 100%  |
| Saint-Pierre és Miquelon | 7 036       | 100%     |         |        |            |        |                  |        |       |
| Salvador                 | 6 948 073   | 9%       | 90%     |        | 1%         |        |                  |        |       |
| Uruguay                  | 3 460 607   | 88%      | 8%      |        |            | 4%     |                  |        |       |
| Venezuela 4              | 26 023 528  | 21%      |         |        | 2%         | 10%    |                  | 67%    |       |
| Átlag                    | 562 461 667 | 33,8%    | 27%     | 15,2%  | 10,9%      | 4,9%   | 4,8%             | 1,7%   | 1,8%  |